# Anyphops spenceri
Anyphops spenceri là một loài nhện trong họ Selenopidae.
Loài này thuộc chi Anyphops. Anyphops spenceri được Mary Agard Pocock miêu tả năm 1896.